# Filip Drzewiecki
Filip Drzewiecki (ur. 1 maja 1984 w Gdańsku) – polski hokeista, reprezentant Polski, trener.

## Kariera
- SMS I Sosnowiec (2002–2003)
- Stoczniowiec Gdańsk (2003–2007)
- Cracovia (2007–2010)
- Ciarko KH Sanok (2010)
- Stoczniowiec Gdańsk (2010–2011)
- JKH GKS Jastrzębie (2011–2012)
- HC GKS Katowice (2012–2014)
- JKH GKS Jastrzębie (2014-2015)
- Cracovia (2015-2021)

Wychowanek Stoczniowca Gdańsk. Absolwent NLO SMS PZHL Sosnowiec z 2003. Od kwietnia 2011 był zawodnikiem JKH GKS Jastrzębie. Od maja 2012 związany kontraktem z HC GKS Katowice. Od lipca 2014 do stycznia 2015 ponownie zawodnik JKH. Od lutego 2015 ponownie zawodnik Cracovii. 

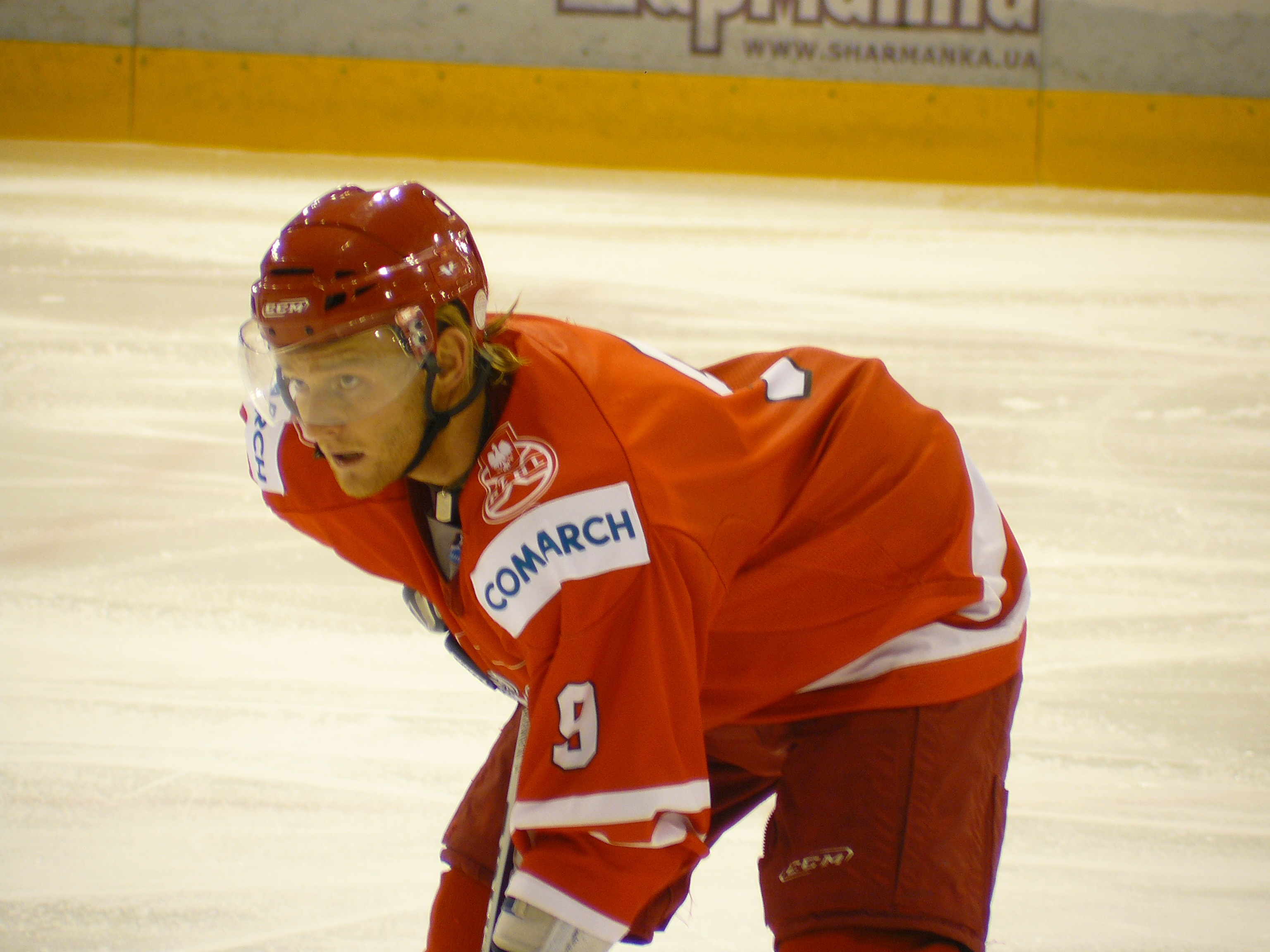
Filip Drzewiecki podczas meczu towarzyskiego Ukraina-Polska (Kijów, 10 kwietnia 2010)

W barwach reprezentacji Polski do lat 18 uczestniczył w turnieju mistrzostw świata juniorów do lat 18 edycji 2002 (Dywizja II), w barwach reprezentacji Polski do lat 20 uczestniczył w turnieju mistrzostw świata juniorów do lat 20 edycji 2003. W barwach seniorskiej reprezentacji Polski uczestniczył w turniejach mistrzostw świata edycji 2010, 2011 (Dywizja I).
We wrześniu 2021 ogłosił zakończenie kariery zawodniczej i skupienie się na pracy trenera w Akademii Cracovii.

## Sukcesy
Reprezentacyjne
- Awans do mistrzostw świata do lat 18 Dywizji I: 2002

Klubowe
- Finał Pucharu Polski: 2006 ze Stoczniowcem, 2017 z Cracovią
- Złoty medal mistrzostw Polski: 2008, 2009, 2016, 2017 z Cracovią
- Srebrny medal mistrzostw Polski: 2010, 2019 z Cracovią, 2015 z JKH
- Puchar Polski: 2012 z JKH, 2015 z Cracovią
- Superpuchar Polski: 2016, 2017 z Cracovią

Indywidualne
- Superpuchar Polski w hokeju na lodzie 2016:
  - Decydujący najazd w wygranym 3:2 meczu Cracovia - Podhale[9]
- Hokejowa Liga Mistrzów (2016/2017):
  - Pierwszy w historii zawodnik Cracovii, a także polskiego klubu, będący zdobywcą gola w Hokejowej Lidze Mistrzów (17 sierpnia 2016, w meczu ze Spartą Praga, wynik 2:7)[10]
  - Pierwsze miejsce w klasyfikacji strzelców w zespole Cracovii: 2 gole (ex aequo z Damianem Kapicą)
- Puchar Polski w hokeju na lodzie 2017:
  - Najlepszy zawodnik Cracovii w meczu finałowym przeciw GKS Tychy (5:6)